# Чариш
Чари́ш (рос. Чары́ш) — річка в Росії, ліва притока Обі, тече у Республіці Алтай і Алтайському краї.

## Фізіографія

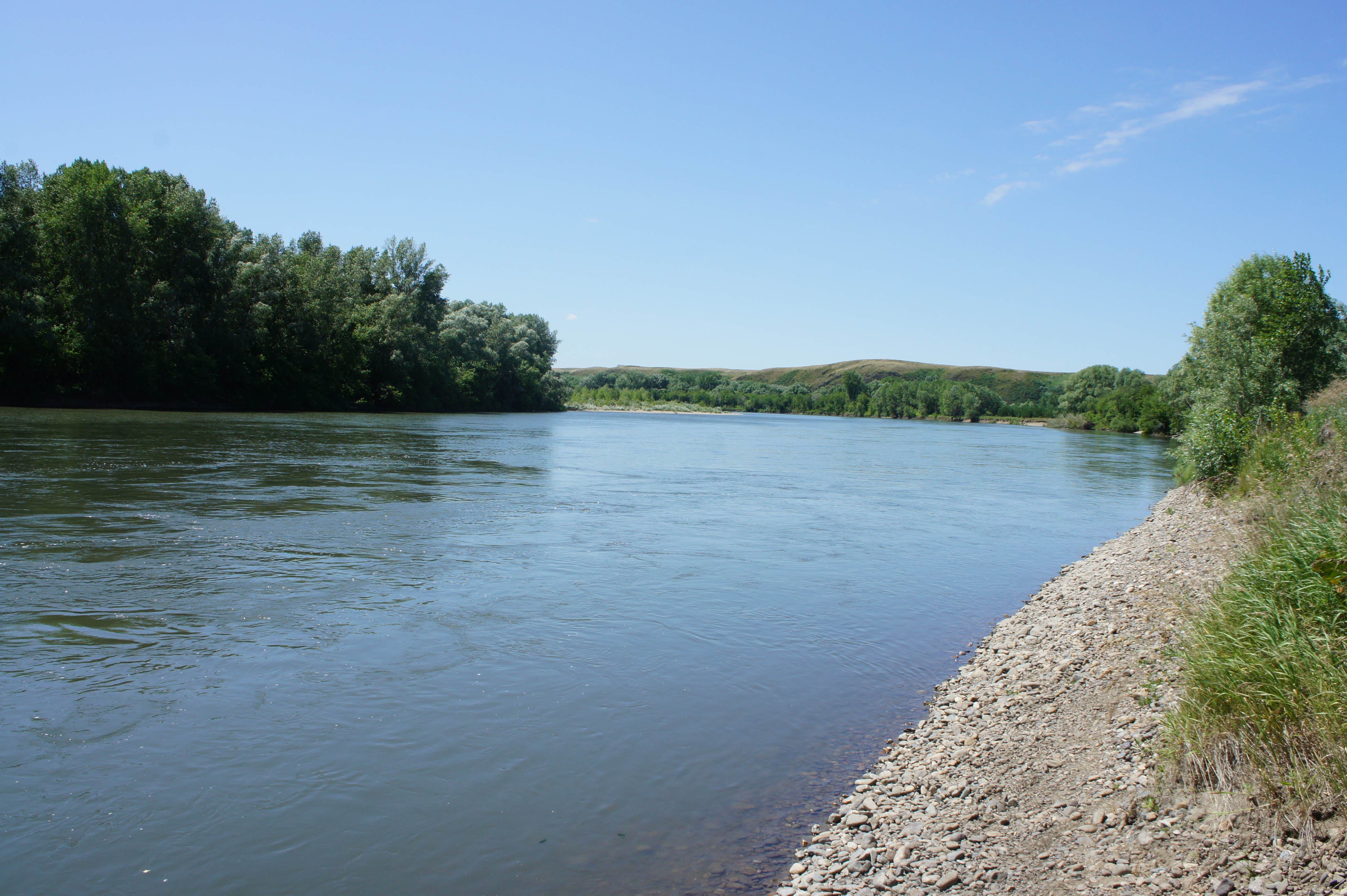
Річка Чариш поблизу с. Краснощокового

Чариш починається злиттям кількох струмків на північному схилі Коргонського хребта (Алтайські гори) на заході Республіки Алтай поблизу села Мендурсоккон. Спочатку тече на північ, але незадовго до села Усть-Кан зливається з кількома притоками і повертає на північний захід; тече по вузькій гірській долині удовж північного краю Коргонського хребта, приймаючи до себе води численних малих приток, що стікають з нього. Після села Харлово Чариш робить широку петлю, повертаючи спочатку на захід, потім на північ, потім — на схід. В цих місцях річка вже набуває рівнинного характеру і тече через степи Передалтайської рівнині; його плин уповільнюється, а русло стає звивистим, часто розгалужуючись на рукави. Звідси Чариш тече на схід, поступово відхиляючись до півночі; перед впадінням в Об повертає майже точно на північ. Чариш впадає в Об біля села Усть-Чариш Усть-Пристанського району Алтайського краю.
Основні притоки: Іня, Біла, Локтевка — зліва, Маралиха — справа.

## Гідрологія
Довжина річки 547 км, площа басейну 22 200 км². Живлення мішане з переважанням снігового. Середньорічний стік, виміряний за 82 км від гирла (біля Чариського зернорадгоспу), становить 185 м³/с; максимум спостерігається у травні (592 м³/с), мінімум — у лютому (30 м³/с). Чариш замерзає у низов'ях наприкінці жовтня — у листопаді, у верхів'ях — у грудні, скресає наприкінці березня — у квітні.

## Інфраструктура
Басейн Чаришу в його середній і нижній течії густо населений, по берегам Чаришу та його приток існує велика кількість сіл, хоча значних міст немає. Верхова ділянка річки населена рідко. Населені пункти на річці: Мендурсоккон, Усть-Кан, Коргон, Чариське, Мараліха, Харлово, Краснощеково, Тугозвоново, Усть-Калманка, Єлбанка, біля гирла — Усть-Чариш. Село Усть-Чариська Пристань розташоване на лівому березі Обі за декілька кілометрів нижче гирла Чаришу.
Чариш судноплавний на 80 км від гирла (до села Усть-Калманка). Річкові води використовуються для зрошення.